# 大话西游3 (游戏)
《大话西游3》是2007年8月推出的大型多人線上角色扮演遊戲，由网易公司自主研发运营，是《大话西游Online II》的升级产品。游戏以中国浪漫主义古典小说《西游记》和香港著名系列电影《大话西游》为创作蓝本，以情感为主线，倡导亲情、友情与爱情，为玩家展开了一个神怪与武侠交错，情感与大义并存的世界。

## 玩法
《大话西游3》是一款大型多人線上角色扮演遊戲，採用2D視角。

## 游戏主角
大话西游3有24个主角，并配有感人至深的涉及爱情、亲情、友情等多个领域的主角故事，并整理成书《大话西游为爱西行》出版。
| 仙族   | 仙族     | 人族     | 人族   | 妖族     | 妖族     |
| 男     | 女       | 男       | 女     | 男       | 女       |
| ------ | -------- | -------- | ------ | -------- | -------- |
| 夜蛟   | 曼珠沙华 | 伽楼     | 子桑   | 钟离     | 宓罗     |
| 武尊神 | 水玲珑   | 慕容     | 潇湘   | 狐不归   | 媚灵狐   |
| 画魂   | 蝶翼     | 易水寒   | 天山雪 | 杀破狼   | 牵小牛   |
| 皮影仙 | 玄天姬   | 朱邪铁勒 | 红蔷   | 澹台却邪 | 青山隐隐 |

## 開發
大话西游3诞生之初有四个候选名称，分别是“大话西游三”、“大话西游叁”、“大话西游Ⅲ”和“大话西游3”Logo如下图所示。为了在四个候选名称及Log中选出来一个最好的名称，于2007年举行了“我的选择，我的大话西游”活动，最终“大话西游3”获胜。

### 發行
大话西游3每年会出一个资料片，目前已经发布了4个资料片，分别是宝象国奇源、羽化飞升、倾城之恋和比翼双飞。